# Autonome Gemeinschaft Madrid
Die Autonome Gemeinschaft Madrid (spanisch Comunidad de Madrid) ist eine der 17 Regionen Spaniens. Sie liegt auf der Hochebene Neukastiliens, unmittelbar südlich des Kastilischen Scheidegebirges. Die autonome Gemeinschaft besteht lediglich aus der gleichnamigen Provinz und umfasst den Ballungsraum rund um die Hauptstadt Madrid. Sie hat eine Fläche von 8.027,00 km² und 7.001.715 Einwohnern (Stand: 2024). Im Nordwesten grenzt sie an die Region Castilla y León und im Süden und Osten an die Region Castilla-La Mancha. Die höchste Erhebung der Autonomen Gemeinschaft ist der Peñalara. Die Autonome Gemeinschaft Madrid besitzt mit der Asamblea de Madrid eine eigene Vertretung.
Diese übt die gesetzgebende Gewalt in der Autonomen Gemeinschaft aus.
Größte Sehenswürdigkeiten sind, neben der Hauptstadt, die Klosterresidenz Philipps II. in El Escorial, die alte Universitätsstadt Alcalá de Henares sowie Palast und Gärten von Aranjuez, die alle drei zum Weltkulturerbe zählen.

## Wirtschaft
Im Vergleich mit dem Bruttoinlandsprodukt der Europäischen Union ausgedrückt in Kaufkraftstandards erreicht die Region Madrid einen Index von 123 (EU-27:100) 2015,. Mit einem Bruttoinlandsprodukt pro Kopf von 35.041 € (2018) ist die Region Madrid die wirtschaftsstärkste in Spanien. Dabei dominiert der Dienstleistungssektor und die öffentliche Verwaltung. Bedeutende Industriebetriebe gibt es u. a. in den Bereichen Pharmazeutik und Flugzeugbau. Zahlreiche inländische und internationale Unternehmen haben hier ihre Zentralen für Spanien. Die Arbeitslosenquote beträgt 9,99 % (4. Quartal 2019) und liegt damit deutlich unter dem spanischen Durchschnitt. Der Madrider Flughafen „Adolfo Suarez“ ist mit fast 62 Millionen Passagieren (2019) der größte Spaniens. Im stark zentralisierten Spanien ist Madrid der Mittelpunkt des gesamten Verkehrsnetzes bei Landstraßen, Autobahnen, Eisenbahnen und im Luftverkehr.
Mit einem Wert von 0,922 erreicht Madrid den ersten Platz unter den 17 autonomen Gemeinschaften Spaniens im Index der menschlichen Entwicklung.

## Verwaltungsgliederung

### Comarcas

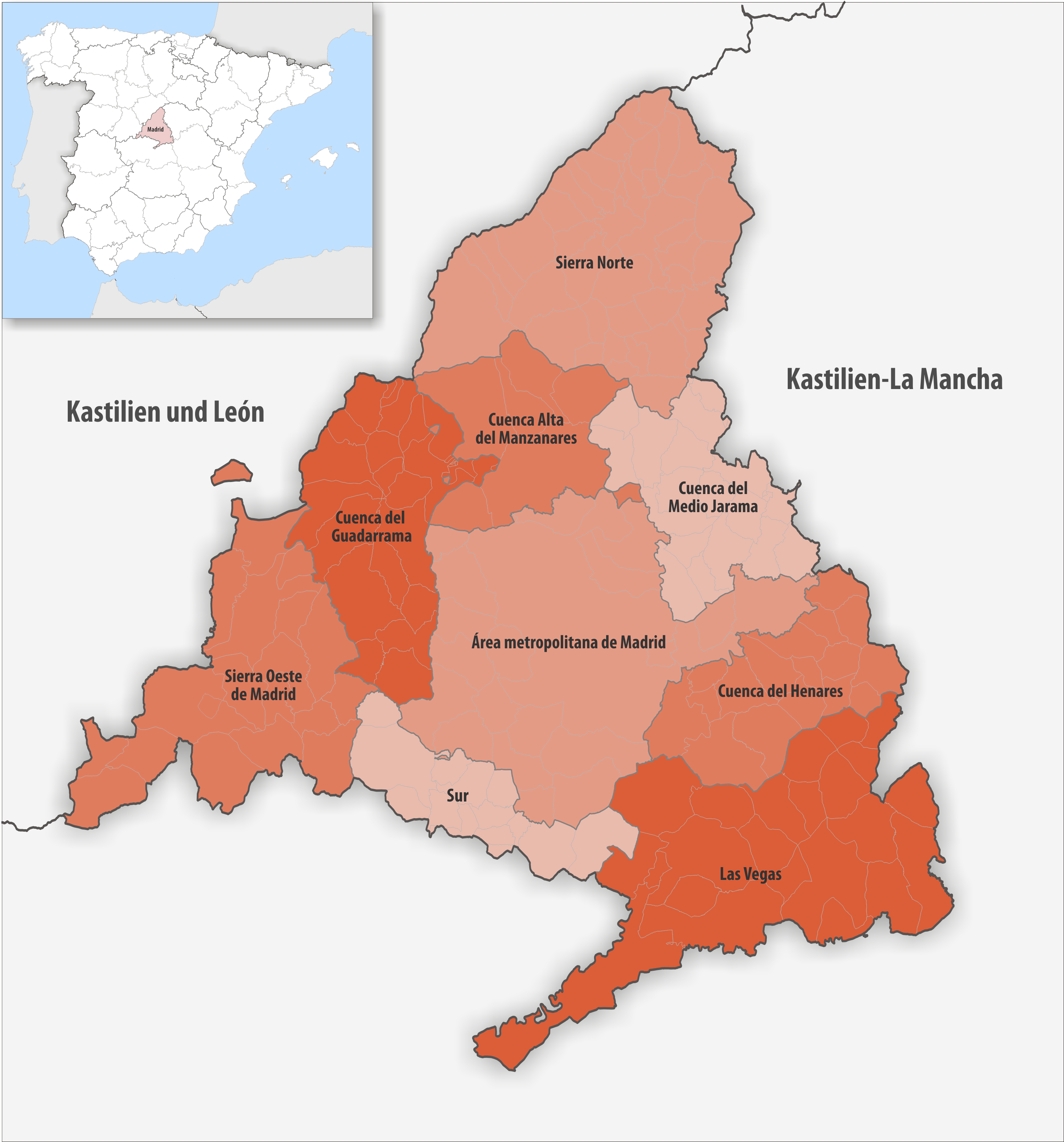
Comarcas in der autonomen Gemeinschaft Madrid

| Comarca                      | Gemeinden | Einwohner (2024) | Fläche km² | Dichte Einw./km² | Hauptort                    |
| ---------------------------- | --------- | ---------------- | ---------- | ---------------- | --------------------------- |
| Área metropolitana de Madrid | 21        | 5.682.111        | 1.523,25   | 3.730            | Madrid                      |
| Cuenca Alta del Manzanares   | 6         | 99.241           | 515,49     | 193              | Colmenar Viejo              |
| Cuenca del Guadarrama        | 19        | 305.292          | 770,03     | 396              | Collado Villalba            |
| Cuenca del Henares           | 17        | 258.433          | 595,89     | 434              | Rivas-Vaciamadrid           |
| Cuenca del Medio Jarama      | 18        | 153.245          | 586,20     | 261              | Paracuellos de Jarama       |
| Sierra Norte                 | 42        | 33.454           | 1.255,55   | 27               | Torrelaguna                 |
| Sierra Oeste de Madrid       | 19        | 57.132           | 988,11     | 58               | San Martín de Valdeiglesias |
| Sur                          | 14        | 242.900          | 414,90     | 585              | Valdemoro                   |
| Las Vegas                    | 23        | 169.907          | 1.378,13   | 123              | Aranjuez                    |
| Provinz Madrid               | 179       | 7.001.715        | 8.027,00   | 872              | Madrid                      |

### Gerichtsbezirke

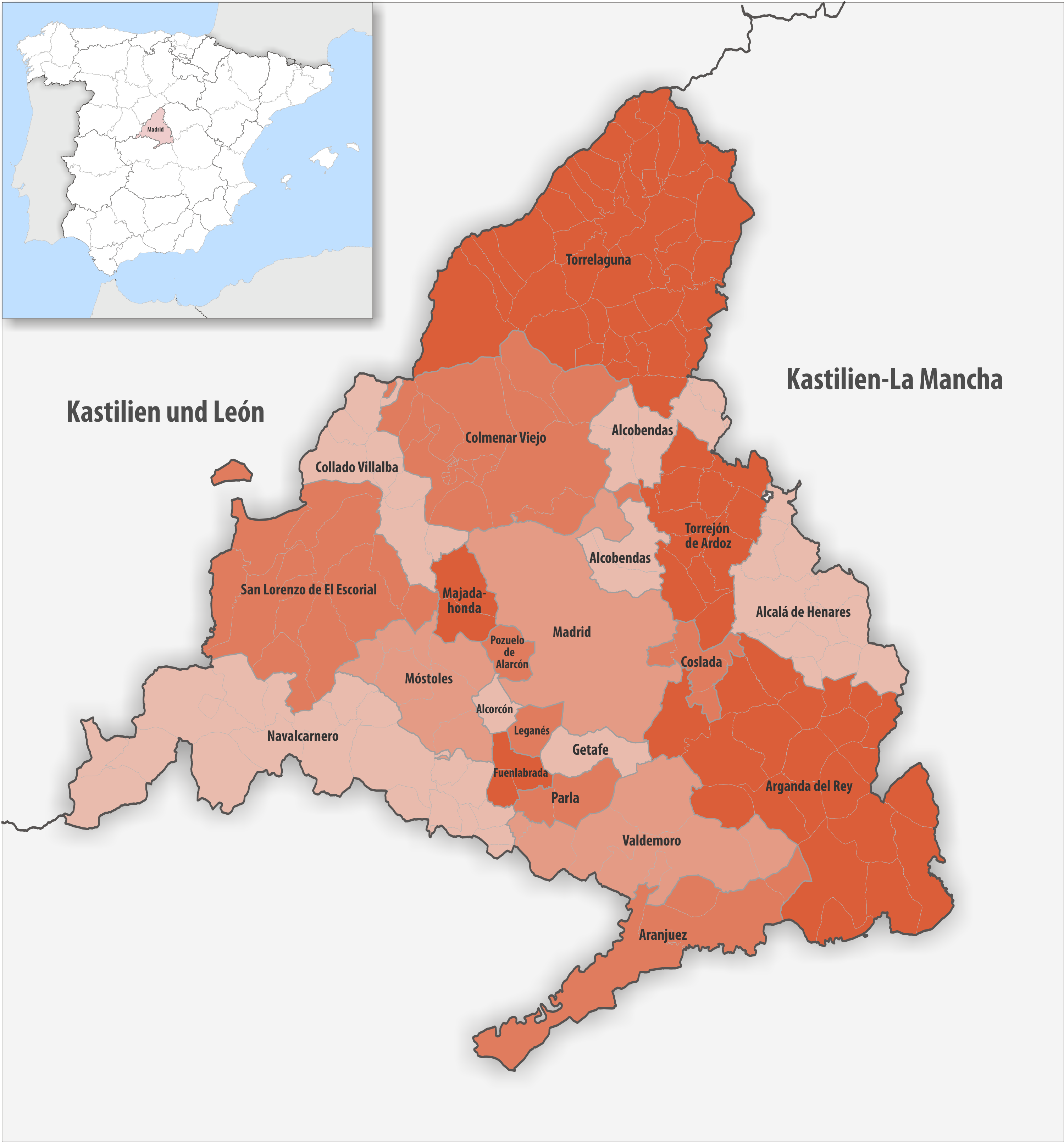
Gerichtsbezirke in der autonomen Gemeinschaft Madrid

| Gerichtsbezirk             | Gemeinden | Einwohner (2024) | Fläche km² | Dichte Einw./km² | Hauptquartier              |
| -------------------------- | --------- | ---------------- | ---------- | ---------------- | -------------------------- |
| Alcalá de Henares          | 11        | 251.873          | 376,81     | 668              | Alcalá de Henares          |
| Alcobendas                 | 7         | 251.775          | 277,51     | 907              | Alcobendas                 |
| Alcorcón                   | 1         | 173.625          | 33,73      | 5.147            | Alcorcón                   |
| Aranjuez                   | 4         | 76.605           | 372,11     | 206              | Aranjuez                   |
| Arganda del Rey            | 22        | 232.391          | 1.046,68   | 222              | Arganda del Rey            |
| Collado Villalba           | 8         | 180.728          | 266,09     | 679              | Collado Villalba           |
| Colmenar Viejo             | 11        | 185.169          | 693,86     | 267              | Colmenar Viejo             |
| Coslada                    | 4         | 158.402          | 83,43      | 1.899            | Coslada                    |
| Fuenlabrada                | 2         | 210.864          | 58,87      | 3.582            | Fuenlabrada                |
| Getafe                     | 1         | 189.906          | 78,38      | 2.423            | Getafe                     |
| Leganés                    | 1         | 194.084          | 43,09      | 4.504            | Leganés                    |
| Madrid                     | 1         | 3.416.771        | 605,77     | 5.640            | Madrid                     |
| Majadahonda                | 2         | 171.945          | 96,78      | 1.777            | Majadahonda                |
| Móstoles                   | 6         | 348.218          | 270,18     | 1.289            | Móstoles                   |
| Navalcarnero               | 22        | 165.268          | 862,81     | 192              | Navalcarnero               |
| Parla                      | 2         | 190.836          | 86,55      | 2.205            | Parla                      |
| Pozuelo de Alarcón         | 1         | 89.378           | 43,20      | 2.069            | Pozuelo de Alarcón         |
| San Lorenzo de El Escorial | 12        | 93.696           | 670,95     | 140              | San Lorenzo de El Escorial |
| Torrejón de Ardoz          | 11        | 232.777          | 355,62     | 655              | Torrejón de Ardoz          |
| Torrelaguna                | 42        | 33.454           | 1.255,55   | 27               | Torrelaguna                |
| Valdemoro                  | 8         | 153.950          | 449,03     | 343              | Valdemoro                  |
| Provinz Madrid             | 179       | 7.001.715        | 8.027,00   | 872              | Madrid                     |

## Größte Orte
Stand: 2024
| Gemeinde                   | Einwohner |
| -------------------------- | --------- |
| Madrid                     | 3.416.771 |
| Móstoles                   | 214.006   |
| Alcalá de Henares          | 200.702   |
| Leganés                    | 194.084   |
| Fuenlabrada                | 190.790   |
| Getafe                     | 189.906   |
| Alcorcón                   | 173.625   |
| Torrejón de Ardoz          | 140.626   |
| Parla                      | 134.833   |
| Alcobendas                 | 121.373   |
| Rivas-Vaciamadrid          | 101.949   |
| Las Rozas de Madrid        | 98.590    |
| San Sebastián de los Reyes | 94.969    |
| Pozuelo de Alarcón         | 89.378    |
| Valdemoro                  | 83.507    |
| Coslada                    | 80.760    |
| Majadahonda                | 73.355    |
| Collado Villalba           | 66.698    |
| Boadilla del Monte         | 65.839    |
| Aranjuez                   | 62.292    |
| Arganda del Rey            | 59.513    |
| Colmenar Viejo             | 57.029    |
| Pinto                      | 56.003    |
| Tres Cantos                | 52.932    |

Kleinste Gemeinde ist La Acebeda mit 68 Einwohnern.